# Cmentarzysko w Nezabylicach
Cmentarzysko w Nezabylicach – stanowisko archeologiczne koło wsi Nezabylice w północno-zachodnich (Czechach), będące jednym z największych w Republice Czeskiej cmentarzysk datowanym na okres wpływów rzymskich.
Pierwsze elementy wyposażenia grobowego na polu, 2 km na południowy wschód od wsi Nezabylice, odkryli nielegalnie działający poszukiwacze zabytków i powiadomili o tym archeologów w 2010. Od następnego roku podjęto wykopaliskowe badania naukowe, prowadzone na tym stanowisku przez specjalistów czeskich, a od 2012 także przy udziale polskich archeologów z Instytutu Archeologii Uniwersytetu Rzeszowskiego. Do 2022 odsłonięto i przebadano przeszło 100 grobów, prawie wszystkie z I i II w. n.e. Parę pochówków jest starszych (w tym z okresu kultury ceramiki sznurowej). Z jednym wyjątkiem, są to pochówki ciałopalne, z reguły z bogatym wyposażeniem grobowym. Dominują pochówki urnowe. Popielnice są gliniane, choć w kilku przypadkach szczątki kostne umieszczono w wiadrach z brązu. Odkryto też parę obszernych jam ziemnych wypełnionych szczątkami kostnymi i ułamkami ceramiki.
Duża częstotliwość wśród wyposażenia grobów elementów uzbrojenia i ostróg sugeruje zdaniem naukowców, że znaczna część pochowanych była wojownikami. Z kolei cechy znajdywanych przedmiotów pozwalają datować prawie wszystkie groby na okres wpływów rzymskich, I i II w. n.e., zaś samych zmarłych zaliczyć do Markomanów.
Liczba odkrytych dotąd pochówków lokuje cmentarzysko w Nezabylicach wśród największych znanych nekropolii z okresu wpływów rzymskich w Czechach. Przy pomocy metod geoficznych ustalono powierzchnię cmentarzysko na minimum 3,3 ha, a prace wykopaliskowe objęły do 2017 r. zaledwie 3% tego obszaru.